# Toutes voiles sur Java
Pour plus de détails, voir Fiche technique et Distribution.
Toutes voiles sur Java (Fair Wind to Java) est un film américain réalisé par Joseph Kane et sorti en 1953.

## Synopsis
Le capitaine Boll, commandant à bord d'un voilier, est à la recherche d'un trésor dans les parages de Java. Ayant eu vent qu'une esclave en connait l'emplacement, il l'achète. Mais il se retrouve très vite aux prises avec un pirate, Saint-Ebenezer, qui écume cet endroit. À cette époque, le volcan Krakatoa commence à entrer en éruption...

## Fiche technique
- Titre : Toutes voiles sur Java
- Titre original : Fair Wind to Java
- Réalisation : Joseph Kane
- Scénario : Richard Tregaskis, d'après le roman de Garland Roark
- Chef opérateur : Jack A. Marta
- Musique : Victor Young
- Montage : Richard L. Van Enger
- Costumes : Adele Palmer
- Décors : John McCarthy Jr.
- Direction artistique : Frank Arrigo
- Production : Herbert J. Yates et Joseph Kane pour Republic Pictures
- Durée : 92 min
- Date de sortie :
  - États-Unis : 28 avril 1953

## Distribution
- Fred MacMurray  (VF : Claude Peran) : Capitaine Boll
- Vera Ralston : Kim Kim
- Robert Douglas  (VF : Jean Violette) : Saint-Ebenezer / Pulo Besar
- Victor McLaglen (VF :  Jean Clarieux)  : O'Brien
- John Russell  (VF : Roger Treville) : Flint
- Buddy Baer : King
- Claude Jarman Jr. : Chess
- Grant Withers : Jason Blue
- Howard Petrie : Reeder
- Paul Fix : Wilson
- William Murphy : Ahab
- Philip Ahn : Gusti
- Stephen Bekassy : le lieutenant
- Keye Luke : Pidada
- Virginia Brissac : Bintang
- John Halloran : Garde
- John George (non crédité) : Timonier